# Münzstände
Münzstande, auch Münzgenossen und Münzverwandte sind Reichs- und Landesstände des  Heiligen Römischen Reichs, die im Besitz des Münzregals sind.
Neben anderen Rechten war auch das Münzrecht auf die Territorialfürsten, Dynasten, geistliche Fürsten und Städte übergegangen. Das geschah durch Verleihung und Aneignung. Die Münzrechtsverleihung durch den Kaiser an geistliche Fürsten und Reichsstände war ein politisches Instrument gegen die Macht der Territorialfürsten.
- Münzstände waren die weltlichen Fürsten:
  - Kurfürsten,
  - Herzöge,
  - Markgrafen,
  - Landgrafen,
  - Grafen und
  - Freie Herren
- die geistliche Fürsten:
  - geistliche Kurfürsten,
  - Erzbischöfe,
  - Bischöfe
  - Ordensmeister und
  - Äbte
- die Städte:
  - Reichsstädte,
  - Freie Städte und
  - Landstädte

Von den Freien Herren, Äbten und Landstädten war nur ein geringer Teil im Besitz des Münzrechts.
Mit der Esslinger Reichsmünzordnung, der Augsburger Reichsmünzordnung von 1551 und der Augsburger Reichsmünzordnung von 1559 wurde versucht, die Münzstände nach der Reichsverfassung zu kontrollieren. Ein Kreiswardein prüfte nach der Probationsordnung die Einhaltung von Schrot und Korn des gesetzlich festgelegten Reichsmünzfußes.
Nach den Erfolgen der Reichsmünzordnung von 1559 ist auch diese Münzordnung gescheitert. Zu Beginn des 19. Jahrhunderts wurden die Münzstände faktisch aufgehoben.